# Sardinella marquesensis
Sardinella marquesensis är en fiskart som beskrevs av Berry och Whitehead, 1968. Sardinella marquesensis ingår i släktet Sardinella och familjen sillfiskar. Inga underarter finns listade i Catalogue of Life.